# Cerodontha caricicola
Cerodontha caricicola är en tvåvingeart som beskrevs av Erich Martin Hering 1926. Cerodontha caricicola ingår i släktet Cerodontha och familjen minerarflugor. Arten är reproducerande i Sverige. Inga underarter finns listade i Catalogue of Life.